# Günther Tamaschke
Günther Tamaschke (* 26. Februar 1896 in Berlin; † 14. Oktober 1959 in Uhingen) war ein deutscher SS-Standartenführer sowie Lagerdirektor des KZ Lichtenburg und des KZ Ravensbrück.

## Leben
Günther Tamaschke, Sohn eines Kaufmanns, meldete sich nach dem abgelegten Notabitur 1914 als Kriegsfreiwilliger zum Deutschen Heer. Ab 1914 war er bei verschiedenen Einheiten während des Ersten Weltkriegs eingesetzt und geriet 1916 an der Somme in französische Kriegsgefangenschaft. Tamaschke kam erst im März 1920 wieder nach Berlin und beteiligte sich am Kapp-Putsch. Danach wurde er Mitglied eines Freikorps. Nach drei Semestern brach er aus Kostengründen ein Studium an der Berliner Handelshochschule ab und absolvierte eine Ausbildung zum Bankkaufmann. Tamaschke heiratete und wurde Ende 1922 Teilhaber des Engros-Geschäftes seines Schwiegervaters. Politisch engagierte sich Tamaschke bei der Deutschvölkischen Freiheitspartei und war Begründer der Berliner Ortsgruppe des Deutschvölkischen Offiziersbundes. Tamaschke löste 1930 seinen Haushalt auf und beendete Ende 1932 seine Tätigkeit im Geschäft des Schwiegervaters. Nach einer Periode der Arbeitslosigkeit fand Tamaschke eine Beschäftigung im Bezirksamt Berlin-Neukölln.
Sein Beitritt zur NSDAP (Mitgliedsnummer 36.978) erfolgte bereits 1926 und zur SS (SS-Nummer 851), als eines der ersten Mitglieder der Berliner SS, 1927. Bei der SS stieg Tamaschke Mitte September 1935 bis zum SS-Standartenführer auf.
Durch den Einsatz von Kurt Daluege wurde Tamaschke im Mai 1934 Schutzhaftlagerführer im KZ Dachau und verblieb in dieser Funktion bis Anfang 1935. Unter Theodor Eicke, dem Inspekteur der Konzentrationslager, stieg Tamaschke anschließend bis zum Leiter der politischen Abteilung in der Inspektion der Konzentrationslager auf. Durch Eicke, der zu Tamaschke ein besonderes Vertrauensverhältnis pflegte, wurde er ab dem 1. Dezember 1937 als Lagerdirektor des neu eingerichteten Frauenkonzentrationslagers Lichtenburg eingesetzt. Bereits ab Dezember 1938 war er am Aufbau des KZ Ravensbrück beteiligt und hielt sich auf der Baustelle Fürstenberg auf. Nach der Auflösung des KZ Lichtenburg wechselte Tamaschke als Lagerdirektor mit seinem Stab im Mai 1939 in das neu errichtete KZ Ravensbrück.
Spätestens im August 1939 wurde Tamaschke von seinen Aufgaben als Lagerdirektor des KZ Ravensbrück entbunden und Anfang September 1939 aufgrund mangelnder Verwendungsmöglichkeit aus den SS-Totenkopfverbänden entlassen. Der Grund lag in Tamaschkes Privatleben. Tamaschke, der verheiratet war und mindestens ein Kind hatte, begann eine Affäre mit einer Aufseherin. Da diese Affäre öffentlich wurde und Tamaschkes Ehefrau sich bei Heinrich Himmlers persönlichem Stab beschwerte – auch darüber, dass er ihr keinen Unterhalt zahlte –, verlor Tamaschke das Vertrauen von Eicke und wurde seines Postens enthoben. Seine Ehe wurde spätestens 1940 geschieden. Im September 1939 wechselte er in das Bodenamt nach Prag. Anfang Januar 1942 wurde Tamaschke auf Betreiben Himmlers aus der SS entlassen, da er sich als Treuhänder in der Privatwirtschaft bei der „Arisierung“ jüdischen Vermögens bereichert haben sollte. Himmler nahm diese Entlassungsverfügung im März 1944 rückwirkend zum Januar 1942 zurück, da sich nach seinen Erkenntnissen die Vorwürfe gegen Tamaschke als unhaltbar erwiesen hatten. Danach diente Tamaschke im Heer und wurde noch im Oktober 1944 Führer beim Stab des SS-Oberabschnitts Böhmen und Mähren.
Tamaschke, der nach dem Kriegsende seinen letzten Wohnsitz in Uhingen hatte, starb am 14. Oktober 1959.